# Rozstanie (film 2011)
Rozstanie (pers. جدایی نادر از سیمین, translit. Jodaeiye Nader az Simin) – irański dramat filmowy z 2011 roku w reżyserii i według scenariusza Asghara Farhadiego.
Światowa premiera filmu miała miejsce podczas 61. Międzynarodowego Festiwalu Filmowego w Berlinie w dniu 15 lutego 2011 r. Na tym festiwalu obraz otrzymał nagrodę główną – Złotego Niedźwiedzia oraz dwie nagrody zbiorowe dla najlepszych aktorów i aktorek.
Polska premiera filmu nastąpiła 21 lipca 2011 roku podczas 11. Międzynarodowego Festiwalu Filmowego Nowe Horyzonty we Wrocławiu; obraz został wyświetlony na otwarcie festiwalu. Następnie dystrybutor Gutek Film z dniem 21 października br. wprowadził film do dystrybucji na terenie Polski.
W 2012 roku obraz otrzymał Oscara za najlepszy film nieanglojęzyczny podczas 84. ceremonii wręczenia Oscarów.

## Opis fabuły
Nader i Simin są małżeństwem od czternastu lat oraz mieszkają z jedenastoletnią córką Termeh w Teheranie. Rodzina należy do miejskiej klasy średniej, jednakże para jest na krawędzi separacji. Simin pragnie wyjechać z kraju wraz z mężem i córką, gdyż nie chce aby Termeh dorastała wśród warunków panujących w Iranie. Jednakże Nader nie podziela zdania żony, ma również obawy co do losu swojego ojca, chorującego na Alzheimera. Sytuację komplikuje fakt, że Nader zatrudnia do opieki nad ojcem dziewczynę z niższej klasy społecznej. Simin składa pozew o rozwód. Kiedy opiekunka traci dziecko w wyniku nieszczęśliwego wypadku, oskarża Nadera o to, że przyczynił się do śmierci dziecka.

## Obsada
- Leila Hatami jako Simin
- Payman Maadi jako Nader
- Shahab Hosseini jako Hodjat
- Sareh Bayat jako Razieh
- Sarina Farhadi jako Termeh
- Ali-Asghar Shahbazi jako Ojciec Nadera
- Shirin Yazdanbakhsh jako Matka Simin
- Kimia Hosseini jako Somayeh
- Merila Zarei jako Panna Ghahraei
- Babak Karimi jako Sędzia

i inni

## Nagrody i nominacje
61. Międzynarodowy Festiwal Filmowy w Berlinie
- Złoty Niedźwiedź – Asghar Farhadi
- Srebrny Niedźwiedź dla najlepszej aktorki – cała obsada filmu
- Srebrny Niedźwiedź dla najlepszego aktora – cała obsada filmu
- Nagroda Jury Ekumenicznego – Asghar Farhadi
- Nagroda wydawców "Berliner Morgenpos" – Asghar Farhadi

26. ceremonia wręczenia Independent Spirit Awards
- nagroda: najlepszy film zagraniczny − Asghar Farhadi

16. ceremonia wręczenia Satelitów
- nominacja: najlepszy film zagraniczny (Iran)

69. ceremonia wręczenia Złotych Globów
- nagroda: najlepszy film nieanglojęzyczny (Iran)

84. ceremonia wręczenia Oscarów
- nagroda: najlepszy film nieanglojęzyczny (Iran)
- nominacja: najlepszy scenariusz oryginalny − Asghar Farhadi

37. ceremonia wręczenia Cezarów
- nagroda: najlepszy film zagraniczny − Asghar Farhadi (Iran)

65. ceremonia wręczenia nagród Brytyjskiej Akademii Filmowej
- nominacja: najlepszy film nieanglojęzyczny − Asghar Farhadi (Iran)